# Круліковиці (Нижньосілезьке воєводство)
Круліковиці (пол. Królikowice) — село в Польщі, у гміні Кобежиці Вроцлавського повіту Нижньосілезького воєводства.
Населення — 324 особи (2011).
У 1975-1998 роках село належало до Вроцлавського воєводства.

## Демографія
Демографічна структура станом на 31 березня 2011 року:
|          | Загалом | Допрацездатний вік | Працездатний вік | Постпрацездатний вік |
| -------- | ------- | ------------------ | ---------------- | -------------------- |
| Чоловіки | 154     | 33                 | 110              | 11                   |
| Жінки    | 170     | 43                 | 97               | 30                   |
| Разом    | 324     | 76                 | 207              | 41                   |